# Saint-Martin-de-la-Lieue
Saint-Martin-de-la-Lieue település Franciaországban, Calvados megyében. Lakosainak száma 767 fő (2022. január 1.). Saint-Martin-de-la-Lieue Beuvillers, Glos, Lisieux, Le Mesnil-Eudes, Saint-Désir, Saint-Germain-de-Livet, Saint-Jean-de-Livet és Saint-Pierre-des-Ifs községekkel határos.

## Népesség
A település népessége az elmúlt években az alábbi módon változott:
| Lakosok száma | 597  | 906  | 951  | 853  | 795  | 784  | 782  | 772  | 776  | 767  |
|               | 1968 | 1982 | 1990 | 2006 | 2013 | 2015 | 2017 | 2019 | 2020 | 2022 |